# Juventud Guerrera
Eduardo Aníbal González Hernández (* 23. November 1974 in Mexiko-Stadt), bekannt als Juventud Guerrera, ist ein mexikanischer Wrestler. Er tritt derzeit für All Elite Wrestling (AEW) an und stand zuvor bei World Championship Wrestling, Total Nonstop Action Wrestling, Pro Wrestling NOAH, Extreme Championship Wrestling, Xtreme Pro Wrestling, World Wrestling Entertainment und bei Asistencia Asesoría y Administración unter Vertrag. Juventud Guerrera (span. etwa jugendlicher Krieger) ist der Sohn der mexikanischen Wrestling-Legende Fuerza Guerrera.

## Karriere
Nachdem Juventud Guerrera zunächst in mexikanischen Independent-Ligen auftrat, machte er durch einen Wechsel zu Extreme Championship Wrestling erstmals auch US-amerikanische Zuschauer auf sich aufmerksam. Er folgte nach kurzer Zeit einigen weiteren Luchadores der ECW – Konnan, Rey Mysterio, Psicosis und La Parka – zu World Championship Wrestling (WCW).

### World Championship Wrestling
Juventud trat auch in der WCW zuerst maskiert auf, verlor seine Maske jedoch in einem Hair vs. Mask Match an Chris Jericho und durfte sie gemäß dem Kodex des Lucha Libre nicht weiter verwenden. Während einer Verletzungspause arbeitete Guerrera hauptsächlich als Kommentator der wöchentlichen TV-Show WCW Thunder. Nach einem Zwischenfall in Australien, bei dem er unter dem Einfluss von PCP nackt in einer Hotel-Lobby randalierte und auch andere Wrestler angriff, wurde Juventud aus seinem Vertrag entlassen. Die WCW informierte ihn über seine Entlassung nicht persönlich; so erfuhr Juventud erst über Freunde davon, die es im Internet gelesen hatten.
Nach diversen Auftritten für XPW, WWA, AAA und FWA bekam Juventud erst 2003 bei Total Nonstop Action Wrestling erneute größere Präsenz in den USA.

### Total Nonstop Action Wrestling
Juventud nahm am ersten TNA Super X Cup teil und beendete das Turnier nach Siegen über NOSAWA und Teddy Hart sowie einer Finalniederlage gegen Chris Sabin als Zweiter. Im darauffolgenden Jahr kehrte er als Teil des von der AAA gesandten Team Mexico im Rahmen des America’s X Cup und des ersten World X Cup zu TNA zurück, wobei das mexikanische Team ersteres Turnier gewann. Ende 2004 endete die Zusammenarbeit zwischen TNA und AAA, sodass Juventud nicht mehr von TNA eingesetzt wurde.

### World Wrestling Entertainment
Im Frühling 2005 unterschrieb er einen Vertrag bei WWE und trat dort lediglich unter dem Namen Juventud auf – die WWE wollte so einer möglichen Verwechslung mit Eddie und Chavo Guerrero vorbeugen. Zusammen mit Psicosis und Super Crazy bildete er das Stable The Mexicools, welches häufig willkürlich in Matches eingriff und – gemäß in den USA verbreiteter Klischees über Mexikaner – auf fahrbaren Rasenmähern in die Halle kam. Juventud stellte den Anführer des Stables dar. Ihren ersten Auftritt bei einem Pay Per View absolvierten sie im Juli beim Great American Bash in einem Six Man Tag Team Match gegen die bWo (bestehend aus Stevie Richards, Nova und The Blue Meanie), das sie gewannen.
Die Mexicools pendelten ständig zwischen SmackDown! und der B-Show Velocity. Dabei traten Super Crazy und Psicosis hauptsächlich als Tag Team an, während sich Juventud als Einzelwrestler versuchte. Am 4. Oktober gewann Juventud eine Over The Top Battle Royal gegen Brian Kendrick, Paul London, Scotty 2 Hotty und Funaki, was ihn zu einem Match gegen den amtierenden Cruiserweight Champion Nunzio berechtigte. Dieses fand eine Woche später bei No Mercy statt. Juventud gewann das Match durch den Juvi Driver und gewann den Titel somit zum ersten Mal. Während einer Show in Italien konnte Nunzio den Titel zurückerobern; der Titelwechsel wurde lediglich auf der Website der WWE erwähnt und nicht im TV gezeigt. Kurz darauf wurde Juventud bei einer in England aufgezeichneten Ausgabe von SmackDown! erneut Cruiserweight Champion. Bei der WWE Armageddon im Dezember verlor er den Titel erneut, da er von Kid Kash besiegt wurde.
Nachdem Juventud bereits zuvor durch Allüren und weitere disziplinarischen Probleme aufgefallen war, kostete ihn sein Verhalten in einem Titelmatch gegen Kid Kash am 6. Januar bei SmackDown! letztendlich den Job. Entgegen der Anweisung der WWE, auf gefährliche Highflying-Aktionen wie dem 450° Splash zu verzichten, führte er ungeplant viele dieser Moves aus und verlängerte das Match dadurch erheblich über die eigentlich vorgesehene Zeitspanne hinaus. Dieser Shoot brachte das Fass zum Überlaufen und führte zu Juventuds Entlassung.

### Asistencia Asesoría y Administración
Juventud kehrte daraufhin zu AAA zurück und absolvierte dort im April seinen ersten Auftritt.

## Championtitel und Auszeichnungen
- Asistencia Asesoría y Administración
  - 2× AAA Tag Team Champion
  - 1× AAA Welterweight Champion
- Consejo Mundial de Lucha Libre
  - 3× Mexican National Tag Team Champion
- New Japan Pro-Wrestling
  - 1× IWGP Junior Heavyweight Champion
NJPW erkennt seinen Titelgewinn jedoch nicht an
- Total Nonstop Action Wrestling 
  - Sieger des NWA:TNA America’s X-Cup (mit Mr. Águila, Abismo Negro, Hector Garza und Heavy Metal als Team Mexico)
- World Championship Wrestling
  - 3× WCW Cruiserweight Champion
  - 1× WCW World Tag Team Champion (mit Rey Mysterio Jr.)
- World Wrestling All-Stars
  - 2× WWA International Cruiserweight Champion
- World Wrestling Association
  - 2× WWA World Lightweight Champion
  - 1× WWA World Welterweight Champion
  - 1× WWA World Trios Champion (mit Fuerza Guerrera & Psychosis)
  - 2× WWA World Tag Team Champion (mit Fuerza Guerrera)
- World Wrestling Council
  - 1× WWC Junior Heavyweight Champion
- World Wrestling Entertainment
  - 2× WWE Cruiserweight Champion
- Sonstige
  - 1× BTW United States Light Heavyweight Champion
  - 1× IWA Light Heavyweight Champion
  - 1× IWAS Tag Team Champion
  - 1× UWA Tag Team Champion
  - 1× X-LAW Extreme Junior Champion
  - 1× XWF Cruiserweight Champion